# Cochemiea grahamii
Cochemiea grahamii ist eine Pflanzenart aus der Gattung Cochemiea in der Familie der Kakteengewächse (Cactaceae). Das Artepitheton grahamii ehrt den US-amerikanischen Topografen und Oberst James Duncan Graham (1799–1865), der das wissenschaftliche Korps bei der Vermessung der Grenze zwischen den Vereinigten Staaten und Mexiko kommandierte.

## Beschreibung
Cochemiea grahamii wächst einzeln oder von der Basis her verzweigend mit verdickten Wurzeln.  Die kugeligen bis kurz zylindrischen hellgrünen Triebe werden 7 bis 20 Zentimeter hoch und auch höher und erreichen dabei einen Durchmesser von 7,5 bis 11 Zentimeter. Die zylindrisch bis eiförmig geformten, oft auch vierkantigen Warzen sind ohne Milchsaft. Die Axillen sind nackt. Die 1 bis 4 Mitteldornen sind gelblich braun bis dunkelbraun. Sie sind 1,2 bis 2,5 Zentimeter lang, wobei der längste gewöhnlich gehakt ist. Die 20 bis 35 Randdornen sind gerade, nadelig, weiß bis hellbraun oder auch bis rötlich gefärbt. Sie werden 0,6 bis 1,2 Zentimeter lang.
Die Blüten sind lavendelfarben-rosa bis rötlich purpurn, manchmal auch weiß. Sie sind 2 bis 4,5 Zentimeter im Durchmesser groß. Die fast kugeligen, roten Früchte werden 1,2 bis 2,5 Zentimeter lang. Sie enthalten schwarze Samen.

## Verbreitung, Systematik und Gefährdung
Cochemiea grahamii ist in den US-Bundesstaaten Kalifornien, Arizona, New Mexico und Texas sowie in den mexikanischen Bundesstaaten  Sonora, Sinaloa und Chihuahua verbreitet.
Die Erstbeschreibung als Mammillaria grahamii erfolgte 1856 durch George Engelmann. Alexander Borissovitch Doweld stellte die Art im Jahr 2000 in die Gattung Cochemiea. Weitere nomenklatorische Synonyme sind Cactus grahamii (Engelm.) Kuntze (1891), Coryphantha grahamii (Engelm.) Rydb. (1917), Chilita grahamii Orcutt (1926), Mammillaria milleri var. grahamii (Engelm.) Neutel. (1986, nom. illeg.) und Mammillaria microcarpa subsp. grahamii (Engelm.) Mottram (1991).
In der Roten Liste gefährdeter Arten der IUCN wird die Art als „Least Concern (LC)“, d. h. als nicht gefährdet geführt.

## Nachweise